# Hipparchia allionia
Hipparchia allionia är en fjärilsart som beskrevs av Fabricius 1781. Hipparchia allionia ingår i släktet Hipparchia och familjen praktfjärilar. Inga underarter finns listade i Catalogue of Life.